# پت اسمیته
پت اسمیته (انگلیسی: Pat Smythe؛ ۲۲ نوامبر ۱۹۲۸ – ۲۷ فوریه ۱۹۹۶ (aged 67)) ورزشکار اهل بریتانیا بود.
وی در مسابقات کشوری و بین‌المللی در مجموع برندهٔ ۱ مدال برنز شده‌است.